# Jan Grochowski (generał)
Jan Grochowski herbu Lubicz (ur. 1749 w Grochowie na Podlasiu, zm. 6 czerwca 1794 w Małogoszczu) – generał major wojsk koronnych.
Od 1765 służył w wojsku pruskim w regimencie księcia Fryderyka Brunszwickiego (w 1786 był porucznikiem). W 1790 w stopniu majora przeniósł się do Wojska Polskiego do 1 Regimentu Pieszego Koronnego. 16 kwietnia 1791 awansował na podpułkownika. Patriota i zdolny oficer mający za sobą 25 lat służby w armii pruskiej.
W czasie wojny polsko-rosyjskiej 1792 dowódca I batalionu w 1 regimencie pieszym koronnym. Odznaczył się w bitwie pod Zieleńcami za co był nagrodzony Virtuti Militari.
Uczestniczył w sprzysiężeniu insurekcyjnym w Lubelskiem i po wybuchu insurekcji kościuszkowskiej dowódca stacjonującej tam Dywizji Wielkopolskiej (po usunięciu targowiczanina A. Raczyńskiego). Był inicjatorem przystąpienia Dywizji Wielkopolskiej do powstania. Pościągał inne jednostki zdążające zza kordonu rosyjskiego i austriackiego i usiłował wzniecić powstanie na Wołyniu.
Wobec przewagi nieprzyjaciela i klęski gen. J. Zajączka pod Chełmem przeprawił się na lewy brzeg Wisły z zamiarem przyjścia z pomocą słabym oddziałom T. Kościuszki. Od kwietnia 1794 dowodził 1 regimentem. 16 kwietnia awansował na generała majora. 16 maja przybył z odsieczą armii Kościuszki, zamkniętej w obozie warownym i osaczonej pod Połańcem przez przeważające siły rosyjskie pod dowództwem gen. mjr. Fiodora Denisowa. W bitwie pod Szczekocinami dowodził lewym skrzydłem wojsk powstańczych.
Zmarł w Małogoszczu na skutek ran odniesionych w bitwie pod Szczekocinami.